# Rohrwiesenbach (Schwarzenlachenbach)
Der Rohrwiesenbach ist ein nicht ganz zwei Kilometer langer Bach in der Sulzdorfer Stadtteilgemarkung von Schwäbisch Hall im Landkreis Schwäbisch Hall im nordöstlichen Baden-Württemberg. Nach erst östlichem, dann südöstlichem Lauf mündet er an der ehemaligen Dorfmühle von Sulzdorf von links in den mittleren Schwarzenlachenbach.

## Geographie

### Verlauf
Der Rohrwiesenbach entsteht weniger als hundert Meter vom Waldrand des Hasenbühls entfernt auf etwa 390 m ü. NHN, zwischen dem Wirtschaftsweg vom Hessentaler Schützenhaus in diesem Wald in Richtung Sulzdorf und der Bühlertalstraße L 1060. Dort setzt nördlich des Sulzdorfer Schützenhauses in der Flur ein unscheinbarer Graben zwischen Äckern ein, der nach etwa 200 Metern Lauf den hohen Damm der Landesstraße unterquert. Jenseits von diesem durchläuft er vor dem Nordrand des Sulzdorfer Gewerbezone im ehemaligen Gewann Roßhöhe als wenig eingetiefte Wiesenrinne geschlungen ein flaches und feuchtes Wiesengelände. Er durchfließt dann bald wenig nördlich eines Asphaltwerkes einen schmalen nord-südlichen Baumriegel und wird auf weiterem Ostlauf von nun an und bis zur Mündung von einer Baumgalerie begleitet.
Er unterquert die Bahnstrecke Heilbronn-Crailsheim und läuft, sich nun eintiefend, zwischen Feldern auf den Westrand der Sulzdorfer Wohnbebauung zu. Dort, vor der diesseitigen Häuserzeile entlang der Wohnstraße Im Rohr, wechselt er etwa nach der Hälfte seines Laufes auf südöstlichen Kurs, links die Häuserzeile, rechts ein Feld im Gewann Rohr. Nach zweihundert Metern unterquert er einen Steg, danach tritt er in einen von Bäumen durchsetzten Grünlandkeil im Sulzdorfer Weichbild zwischen der neueren Siedlung links und den Häusern um die Alte Hauptstraße rechts ein, in dem er etwas geschlungen läuft. Nochmals knapp 200 Meter weiter mündet neben einem weiteren querenden Steg der einzige, nur etwa 200 Meter lange Zufluss vom Damm der Bahnlinie im Westen her. Immer enger rücken die Siedlungsteile beiderseits an den Lauf heran, bis sie an der Einmündung der den linken Hang herablaufenden Kirchäckerstraße in die Hauptstraße zusammenkommen. Dort unterquert der Rohrwiesenbach die Sulzdorfer Hauptstraße und mündet dann nur einen Steinwurf weiter von links und auf etwa 365 m ü. NHN unterhalb von dessen Anstauung bei der ehemaligen Dorfmühle in den mittleren Schwarzenlachenbach.
Der Rohrwiesenbach mündet nach einem etwa 1,8 km langen Lauf mit mittlerem Sohlgefälle von etwa 14 ‰ ungefähr 25 Höhenmeter unterhalb seines Grabenursprungs.
Westlich-oberhalb von diesem setzt sich Tal jedoch bergwärts fort über weitere wenigstens 0,7 km, zunächst in der Flur, dann im Wald Hasenbühl. Westlich des zum Schützenhaus im Hasenbühl führenden Wirtschaftswegs beweisen ausgeprägte Erdanschwemmungen in der Talmulde noch im Wald zumindest zeitweise starke Wasserführung.
Von der Bahnlinie bis zur Mündung führt ein Weg meist unter Bäumen dem Rohrwiesenbach entlang.

### Einzugsgebiet
Das ca. 1,6 km große Einzugsgebiet des Rohrwiesenbachs reicht mit seinem westlichsten, gewöhnlich gewässerlosen Teil bis hoch zum Kamm des Hasenbühls, der naturräumlich noch zum Unterraum Limpurger Berge der Schwäbisch-Fränkische Waldberge rechnet. Der überwiegende restliche Teil dagegen liegt im Unterraum Haller Ebene der Hohenloher und Haller Ebene. Der höchste Punkt auf dem Hasenbühlkamm erreicht auf einem kleinen Höcker über dem Wasserhäuschen am Bogenschießplatz etwas über 450 m ü. NHN.
Reihum grenzen die Einzugsgebiete der folgenden Nachbargewässer an:
- Hinter einem nur kurzen Stück Wasserscheide ganz im Westen jenseits des Hasenbühlkamms entwässert der Oberlauf Pflaumenbach des direkten Kocher-Zuflusses Waschbach die andere Kammseite;
- im Nordwesten jenseits des niedrigeren Hasenbühls fließt der Rössbach, dessen Abfluss über den Otterbach und die Bühler den Kocher erreicht;
- im Norden zieht der Matheshörlebach durch den Weiler Matheshörlebach zum Rössbach;
- im Nordosten läuft der Rotbach in einem dem Rohrwiesenbach ähnlichem Bogenlauf zum Schwarzenlachenbach unterhalb von Sulzdorf;
- an der gesamten Südseite ist der Vorfluter Schwarzenlachenbach das nächste Gewässer.

Im Nordwesten des Einzugsgebietes steht auf dem Ausläufer Hasenbühl der Limpurger Berge überall Wald. Im flacheren offenen Gelände unterhalb dominieren die Felder gegenüber den Wiesen, eingestreut sind einige Feldhecken. Ein Großteil des östlichen Einzugsgebietes ist mit Industriehallen und Wohngebieten von Sulzdorf überbaut. Zur Gemarkung dieses Haller Stadtteils gehört, winzige Randzwickel auf dem Hasenbühlkamm allein ausgenommen, das gesamte Einzugsgebiet.

### Zuflüsse und Seen
Liste der Zuflüsse und  Seen von der Quelle zur Mündung. Gewässerlänge, Seefläche, Einzugsgebiet und Höhe nach den entsprechenden Layern auf der Onlinekarte der LUBW. Andere Quellen für die Angaben sind vermerkt.
Ursprung des Rohrwiesenbachs auf knapp 390 m ü. NHN weniger als 200 m nördlich des Schützenvereinsgeländes neben der L 1060 von Schwäbisch Hall-Sulzdorf an der Ostseite eines Schotterwegs. Der Bach fließt anfangs ostwärts.
- Feuchtbiotop in einer Wiese im Gewann Breiter Wasen etwa 250 m linksseits des Laufes mit unbeständiger Lache auf unter 385 m ü. NHN in einer staunassen Einbruchsdoline neben dem Feldweg von dessen Bahnbrücke am östlichen Hasenbühlfuß zum Industriegebiet auf der Roßhöhe.
- (Zufluss), von rechts und Westen auf etwa 372 m ü. NHN an einem Steg ca. 200 Meter zwischen der Alten Hauptstraße im Süden und der Siedlungsstraße Im Rohr im Nordosten, ca. 0,2 km und ca. 0,2 km². Entsteht auf etwa 377 m ü. NHN an der Nordostseite des Bahndamms. (Der größte Teil dieses Einzugsgebietes liegt jenseits des Bahndamms auf der mit Industriehallen überbauten Roßhöhe und dürfte heute über die Kanalisation entwässern.)

Mündung des Rohrwiesenbachs von links und zuletzt Nordwesten auf etwa 365 m ü. NHN in Sulzdorf gegenüber der Einmündung der Kirchäckerstraße in die Hauptstraße und unterhalb der Anstauung der ehemaligen Dorfmühle in den mittleren Schwarzenlachenbach. Der Bach ist 1,8 km lang und hat ein ca. 1,6 km² großes Einzugsgebiet.

## Geologie
Im Westen des Einzugsgebietes etwa bis zur Bahnlinie steht fast überall Gipskeuper (Grabfeld-Formation) an, der etwa ab dem Straßendamm der L 1060 in den flachen Wiesen mit holozänem Schwemmland überdeckt ist. Die Mulde der staunassen Einbruchsdoline im Breiten Wasen zeigt die für den Gipskeuper typische Subrosion im Untergrund mit anschließender Plombierung durch Lehm an.
Jenseits der Bahnlinie liegt die bald danach südöstlich ziehende Talmulde im Lettenkeuper (Erfurt-Formation), während dort vor allem auf der linken Randhöhe in den nördlichen Siedlungsteilen Sulzdorfs aus der 2. Hälfte des 20. Jahrhunderts die Hügelkappe wiederum aus Gipskeuper besteht, überlagert wiederum von einer kleinen Lösssediment-Insel aus quartärer Ablagerung nahe dem Friedhof.

## Natur und Schutzgebiete
Der Rohrwiesenbach verläuft am Nordrand des Industriegebietes auf der Roßhöhe vom Eintritt in den nord-südlich ziehenden Gehölzriegel bis zur Bahnlinie neben einer zumindest einseitigen Gehölzreihe. Jenseits dieser setzt sie sich bis fast zur Mündung fort als schmales, mehrfach unterbrochenes Auenwäldchen. Auf dessen erstem Teilstück liegt kurz vor dem Westrand des Sulzdorfer Siedlungsgebietes längs der Straße im Rohr linksseits ein kleiner Sumpf. Der Zufluss von Westen am Unterlauf durchquert ein Röhricht.
Die Einbruchsdoline im Breiten Wasen mit unbeständiger Lache ist als Naturdenkmal ausgewiesen. Der überwiegende Teil des Einzugsgebietes, westlich der L 1060 sowie linksseits des Baches zwischen dieser Landesstraße und der Bahnlinie, liegt im Landschaftsschutzgebiet Nordteil der Limpurger Berge mit Abhängen und Geländeteilen zwischen Hessental und Sulzdorf.

### LUBW
Amtliche Online-Gewässerkarte mit passendem Ausschnitt und den hier benutzten Layern: Lauf und Einzugsgebiet des Rohrwiesenbachs

Allgemeiner Einstieg ohne Voreinstellungen und Layer: Daten- und Kartendienst der Landesanstalt für Umwelt Baden-Württemberg (LUBW) (Hinweise)
1. 1 2 3 4  Höhe nach dem Höhenlinienbild auf dem Hintergrundlayer Topographische Karte.
2. 1 2  Länge nach dem Layer Gewässernetz (AWGN), ergänzt um ein kleines, auf der Gewässerkarte nicht berücksichtigtes Anfangsstück, das auf dem Hintergrundlayer Topographische Karte abgemessen wurde.
3. 1 2  Einzugsgebiet abgemessen auf dem Hintergrundlayer Topographische Karte.
4. ↑  Länge abgemessen auf dem Hintergrundlayer Topographische Karte.
5. ↑  Seefläche nach dem Layer Stehende Gewässer.
6. ↑  Schutzgebiete nach den einschlägigen Layern.

### Andere Belege
1. ↑  Erdanschwemmungen nach eigener Beobachtung, ca. 2010.
2. ↑  Wolf-Dieter Sick: Geographische Landesaufnahme: Die naturräumlichen Einheiten auf Blatt 162 Rothenburg o. d. Tauber. Bundesanstalt für Landeskunde, Bad Godesberg 1962. → Online-Karte (PDF; 4,7 MB)
3. ↑  Geologie nach den Layern zu Geologische Karte 1:50.000 auf: Mapserver des Landesamtes für Geologie, Rohstoffe und Bergbau (LGRB) (Hinweise)